# Hamed Afagh
Hamed Afagh escutarⓘ (Mashhad, 1 de fevereiro de 1983) é um basquetebolista profissional iraniano.

## Carreira
Hamed Afagh integrou a Seleção Iraniana de Basquetebol, em Pequim 2008, que terminou na décima-primeira colocação.

## Títulos
Seleção Iraniana
- FIBA Campeonato Asiático: 2007, 2009 e 2013